# Colocasia fallax
Colocasia fallax är en kallaväxtart som beskrevs av Heinrich Wilhelm Schott. Colocasia fallax ingår i släktet Colocasia och familjen kallaväxter. Inga underarter finns listade.